# Stadtallendorf
Stadtallendorf – niemieckie miasto w kraju związkowym Hesja, w rejencji Gießen, w powiecie Marburg-Biedenkopf, położone około 18 km na wschód od Marburga.
W mieście znajduje się siedziba firmy Ferrero.

## Współpraca
Miejscowości partnerskie:
- Coswig (Anhalt), Saksonia-Anhalt
- St Ives, Wielka Brytania